# Kłodnica

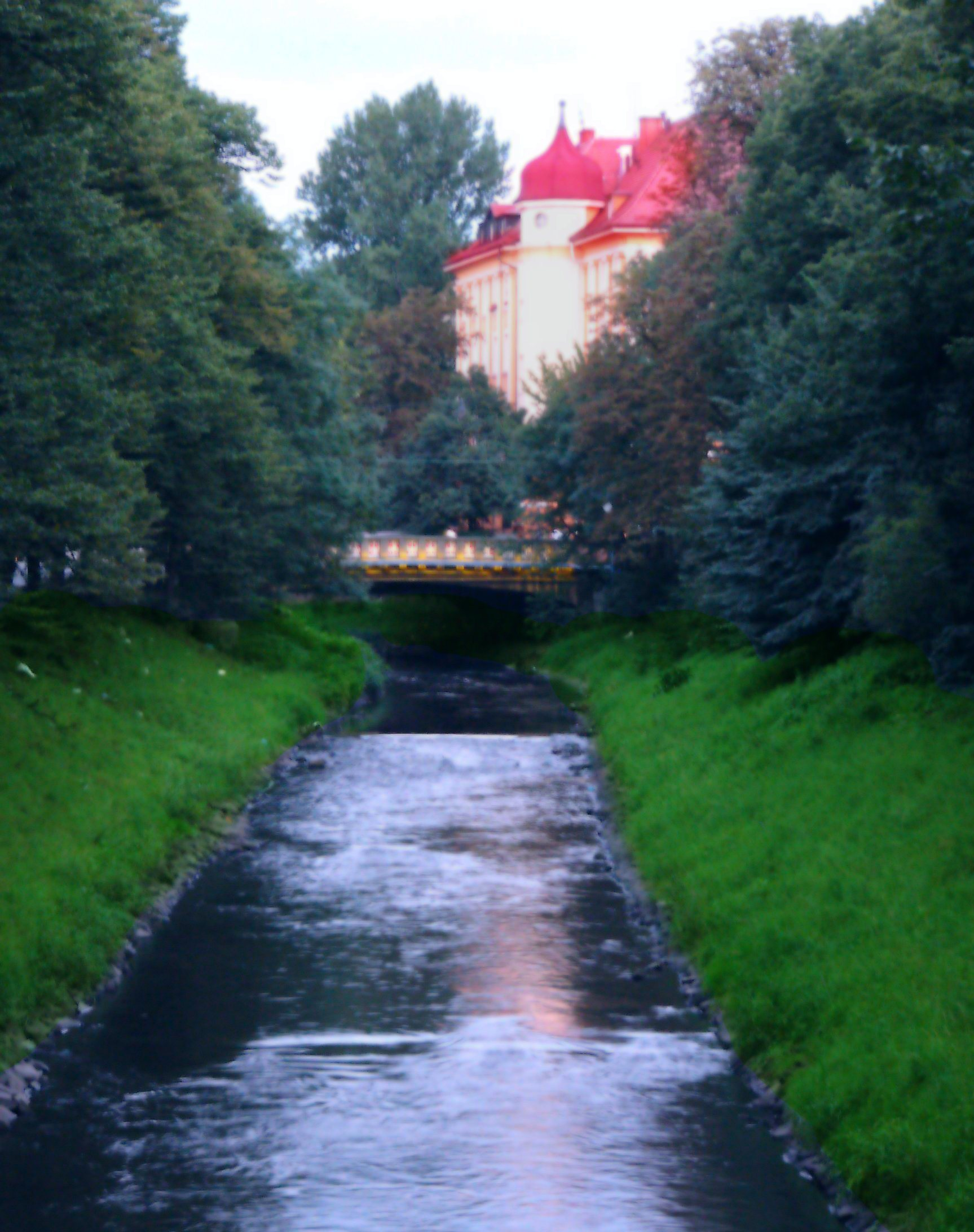
Kłodnica w centrum Gliwic.

Kłodnica (niem. Klodnitz) – rzeka w południowej Polsce, prawostronny dopływ rzeki Odry.

## Informacje ogólne
Długość 75 km (według RZGW Gliwice 84 km), powierzchnia dorzecza 1125,8 km², średni spadek od źródeł do ujścia wynosi 1,81 promila. Źródła rzeki znajdują się w południowych dzielnicach Katowic w zespole przyrodniczo-krajobrazowym Źródła Kłodnicy. Płynie przez województwo śląskie i województwo opolskie. Przepływa przez Górnośląski Okręg Przemysłowy (Katowice, Ruda Śląska, Zabrze, Gliwice) i Kotlinę Raciborską i uchodzi do Odry w Kędzierzynie-Koźlu w dzielnicy Kłodnica.
Kłodnica ma charakter rzeki podgórskiej o dużym spadku między źródłem i ujściem, wynoszącym ok. 150 m, oraz o znacznej zmienności przepływu. Historyczne (wg danych z 1922 r.) przepływy minimalne pod Gliwicami wynosiły 0,82 m³/s, średnie 2,3 m³/s, a maksymalne 70,0 m³/s, natomiast odpowiednie wartości pod Kędzierzynem 1,57 m³/s, 5,31 m³/s i 177,0 m³/s. W górnym biegu rzeki (do Gliwic) znaczną część wód prowadzonych przez Kłodnicę stanowiły w przeszłości wypompowywane na powierzchnię wody kopalniane. Przepływy te dla ich wartości średnich były zbyt małe dla celów żeglugi czy spławu, natomiast wystarczały do napędu kół wodnych. Na całej długości rzeki od Halemby po ujście istniały w latach 20. XX w. 22 jazy, piętrzące wodę na wysokość 2-3 m.
Dno doliny Kłodnicy na odcinku środkowym i dolnym jest płaskie i podmokłe. Z powodu dużych zanieczyszczeń w górnym biegu Kłodnicy woda jest ciemna, zamulona i zanieczyszczona. W dolnym biegu rzeka nieco się oczyszcza. Przez wiele lat na odcinku od Halemby do Gliwic w wyniku szkód górniczych następowało osiadanie gruntów wokół koryta rzeki. Jednocześnie duża ilość osadów niesionych w górnym biegu przez wodę powoduje podnoszenie się poziomu koryta rzeki. Wymusiło to budowę wałów ograniczających koryto Kłodnicy, której lustro wody podnosi się lokalnie ponad poziom sąsiednich gruntów.
Wzdłuż Kłodnicy od Gliwic biegnie Kanał Gliwicki, dla którego rzeka Kłodnica jest podstawowym źródłem zasilania. Ujęcie wody dla Kanału znajduje się na jazie przy ul. Portowej, na wysokości Niepaszyc. Niżej na drodze rzeki znajduje się zbiornik Dzierżno Duże, zwany również Jeziorem Rzeczyckim, który jest zasilany wodami Kłodnicy i jednocześnie poprawia jakość wody w rzece.

## Bieg
Bieg rzeki Kłodnicy można podzielić na trzy odcinki:
- Odcinek górny od źródeł do Łabęd.
- Odcinek środkowy od Łabęd do jazu w Pławniowicach.
- Odcinek dolny od jazu w Pławniowicach do ujścia do Odry w Kędzierzynie-Koźlu.

## Dopływy

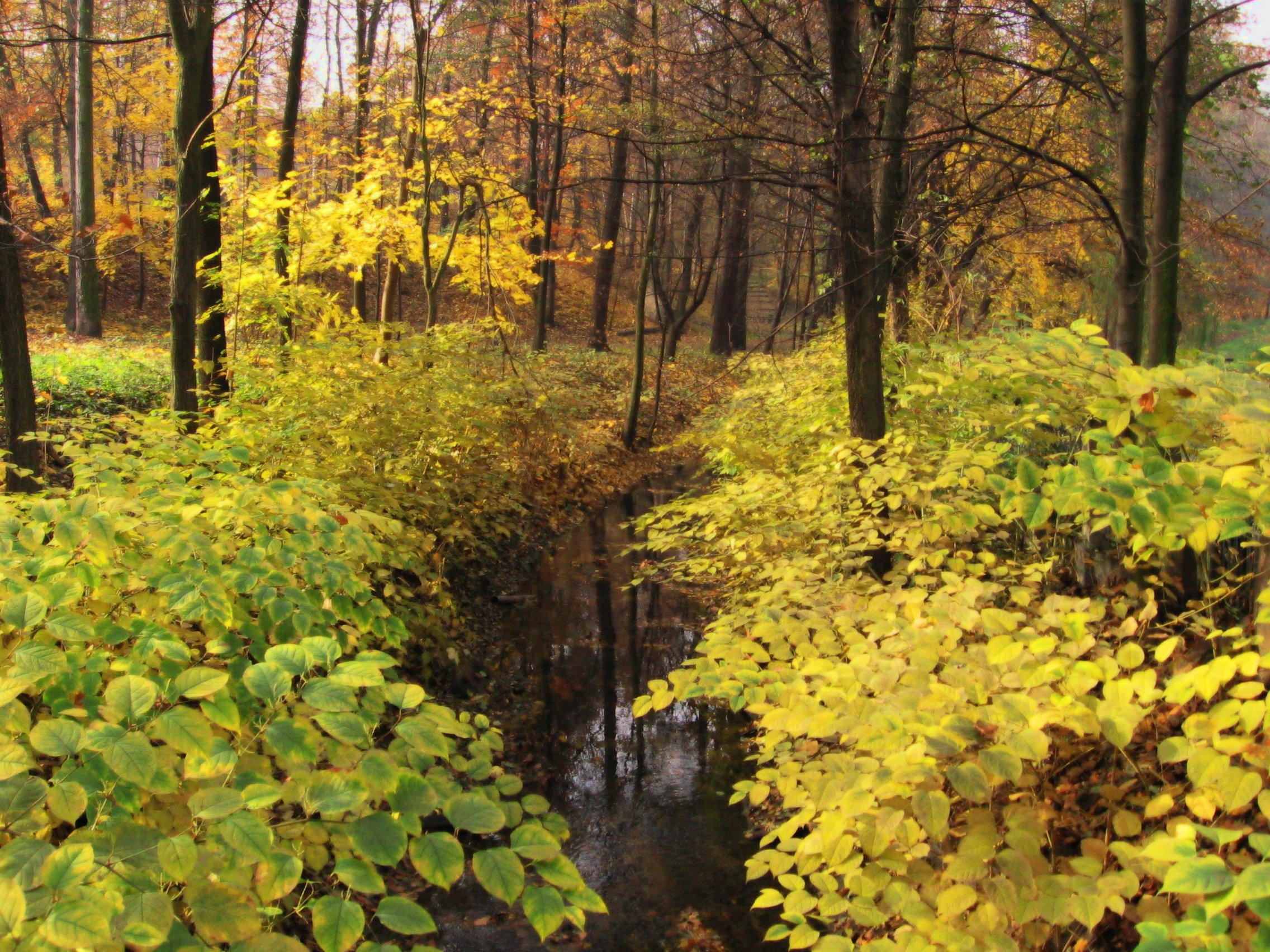
Kłodnica w Panewnikach

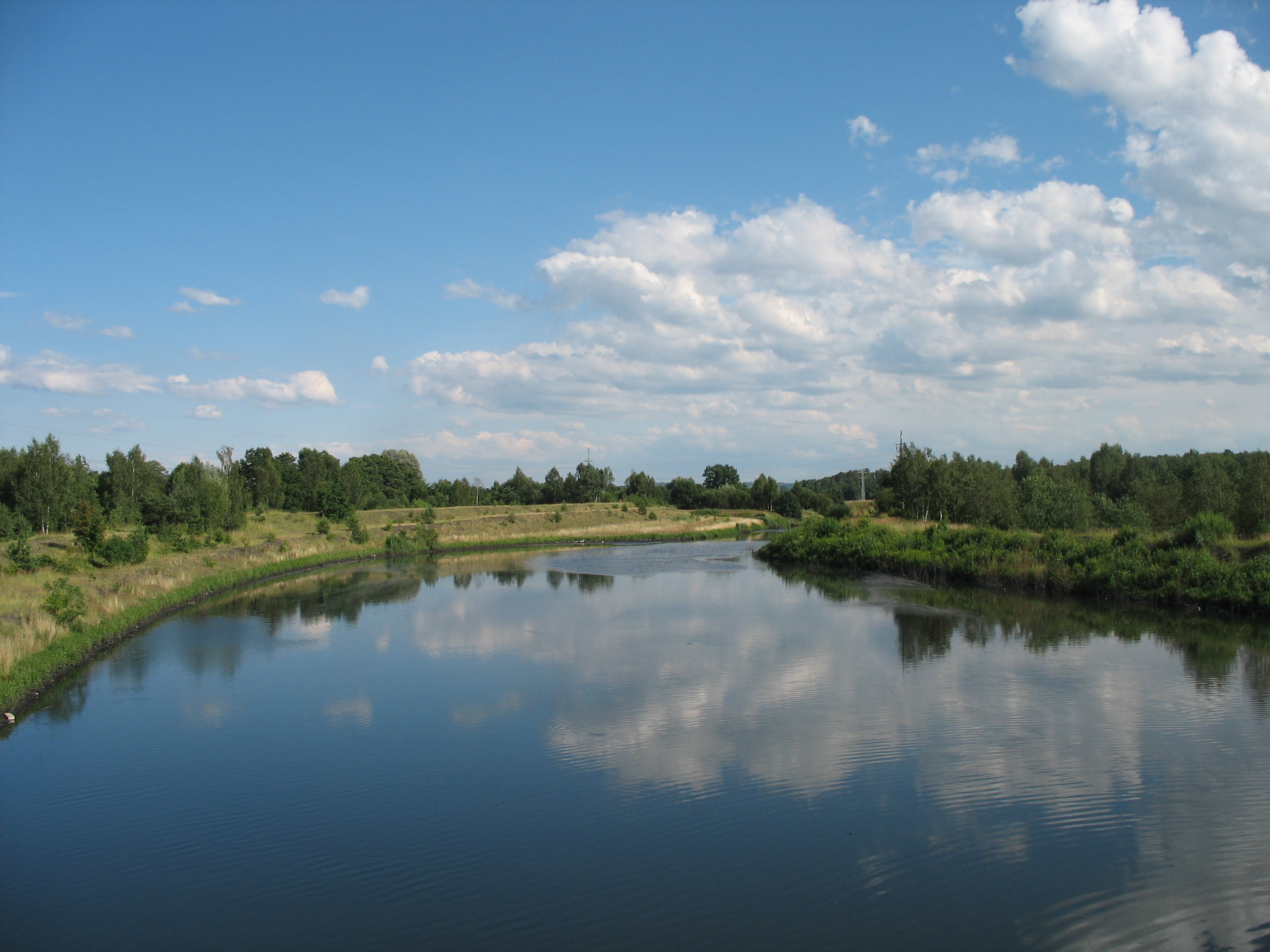
Kłodnica w Zabrzu

Do najważniejszych dopływów Kłodnicy należą:
- Dopływy prawobrzeżne:
  - Potok Kokociniec
  - Bytomka
  - Czarniawka
  - Kochłówka (Potok Bielszowicki)
  - Potok Sośnicki
  - Potok Guido
  - Drama[7] (uchodzi do Kłodnicy w Dzierżnie Dolnym na gruntach Taciszowa)
- Dopływy lewobrzeżne:
  - Kozłówka (Przykopa)
  - Ostropka
  - Potok Jamna
  - Ślepiotka